# Торрелагуна
Торрелагуна (ісп. Torrelaguna) — муніципалітет в Іспанії, у складі автономної спільноти Мадрид. Населення — 4928 осіб (2010).
Муніципалітет розташований на відстані близько 47 км на північ від Мадрида.
На території муніципалітету розташовані такі населені пункти: (дані про населення за 2010 рік)
- Торрелагуна: 4922 особи
- Лос-Томільярес: 6 осіб

## Демографія
Динаміка населення (INE ):

## Галерея зображень

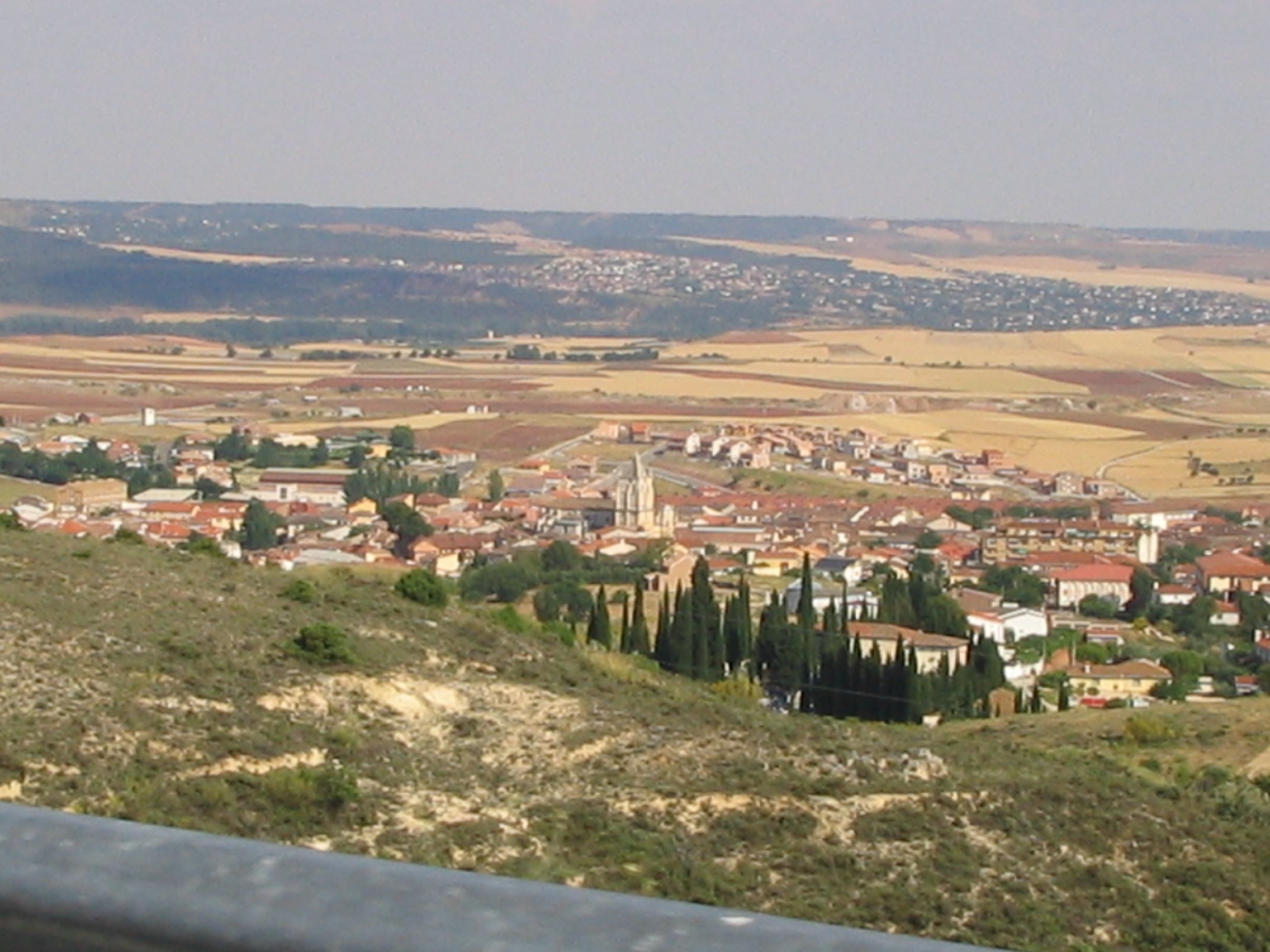
Торрелагуна
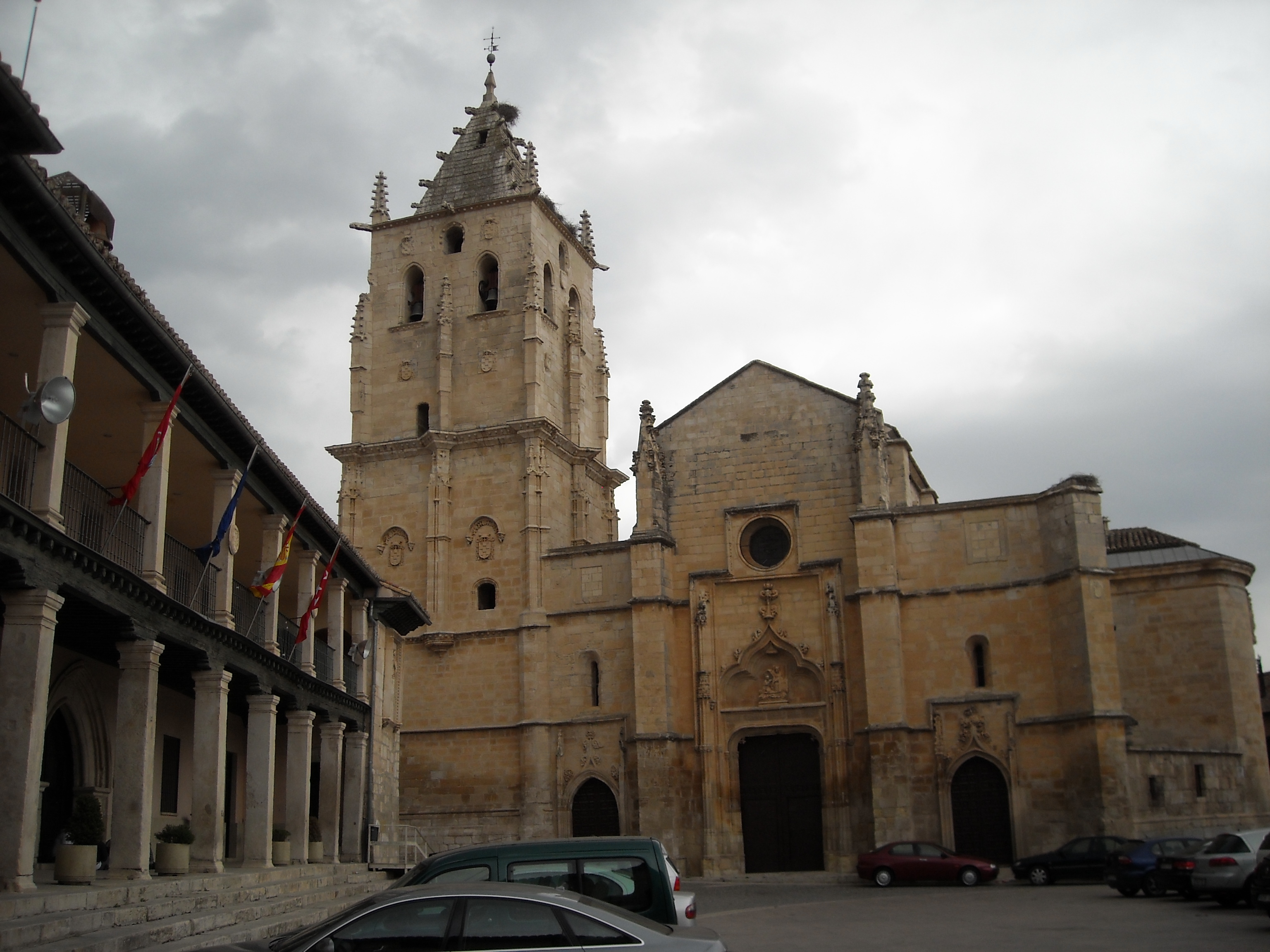
Церква Ла-Магдалена
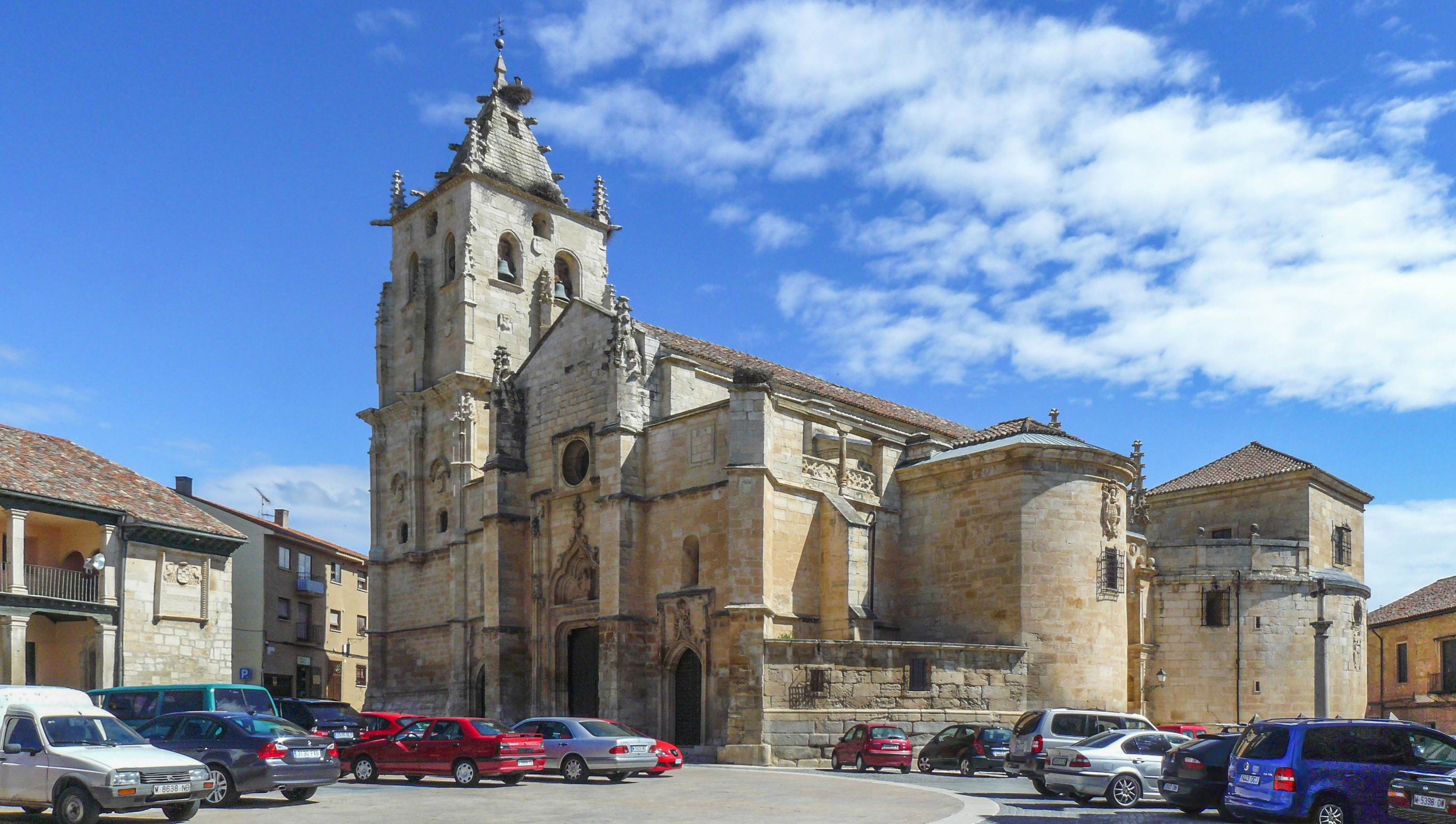
Церква Ла-Магдалена